# Вудс Ландинг-Џелм (Вајоминг)
Вудс Ландинг-Џелм (енгл. Woods Landing-Jelm) насељено је место без административног статуса у америчкој савезној држави Вајоминг.

## Демографија
По попису из 2010. године број становника је 97, што је 3 (-3,0%) становника мање него 2000. године.
| Група             | 2000.      | 2010.      |
| Белци             | 93 (93,0%) | 93 (95,9%) |
| Афроамериканци    | 0 (0,0%)   | 0 (0,0%)   |
| Азијати           | 2 (2,0%)   | 2 (2,1%)   |
| Хиспаноамериканци | 1 (1,0%)   | 0 (0,0%)   |
| Укупно            | 100        | 97         |